# Bocicoiu Mare
Bocicoiu Mare [ˈbotʃikoiu mare] (veraltet Bășcoiul mare; ungarisch Nagybocskó, ukrainisch Великий Бичків/Welykyj Bytschkiw) ist eine Gemeinde in Rumänien und liegt im Kreis Maramureș. Sie besteht aus vier Dörfern, wobei das Dorf Bocicoiu Mare im engeren Sinne im Jahr 2002 804 Einwohner zählte.

## Geografische Lage
Bocicoiu Mare liegt am linken Ufer der Theiß, welche hier die Staatsgrenze zur Ukraine ist. An der Kreisstraße (drum județean) DJ185 und der Bahnstrecke Sighetu Marmației–Iwano-Frankiwsk, befindet sich der Ort etwa 70 Kilometer nordöstlich von der Kreishauptstadt Baia Mare entfernt.

## Geschichte
Eine erste urkundliche Erwähnung des Ortes, stammt aus dem Jahre 1447 unter der Bezeichnung Villa Olachalis Bochko.
Die Siedlung wurde ursprünglich aus zwei Teilen gebildet, ungarisch Kisbocskó und Németbocskó. Nach der Aufteilung des ehemaligen Ungarischen Königreiches wurde sie in zwei Siedlungen links und rechts des Flusses Theiß unterteilt. Der ukrainische Teil heißt diesseits wie jenseits der Grenze Welykyj Bytschkiw, geschaffen aus Kis- und Nagybocskó, und der rumänische Teil Bocicoiu Mare, das frühere Németbocskó.

## Namenserklärung
Das rumänische Wort Mare in Bocicoiu Mare und das ungarische Wort Nagy in Nagy Bocsko stehen in ihren jeweiligen Landessprachen das deutsche Wort Groß. Bocska ist der Name des Landbesitzers. Die Bezeichnung wurde später rumänisiert und wandelte sich in Bocicoiou.

## Religion
75 % der Bevölkerung sind orthodox, 15 % katholisch (8 % byzantinischer Ritus, 7 % lateinischer Ritus) und 4 % Zeugen Jehovas. Die weiteren Religionen machen jeweils weniger als 1 % aus (Stand 2011).

## Galerie

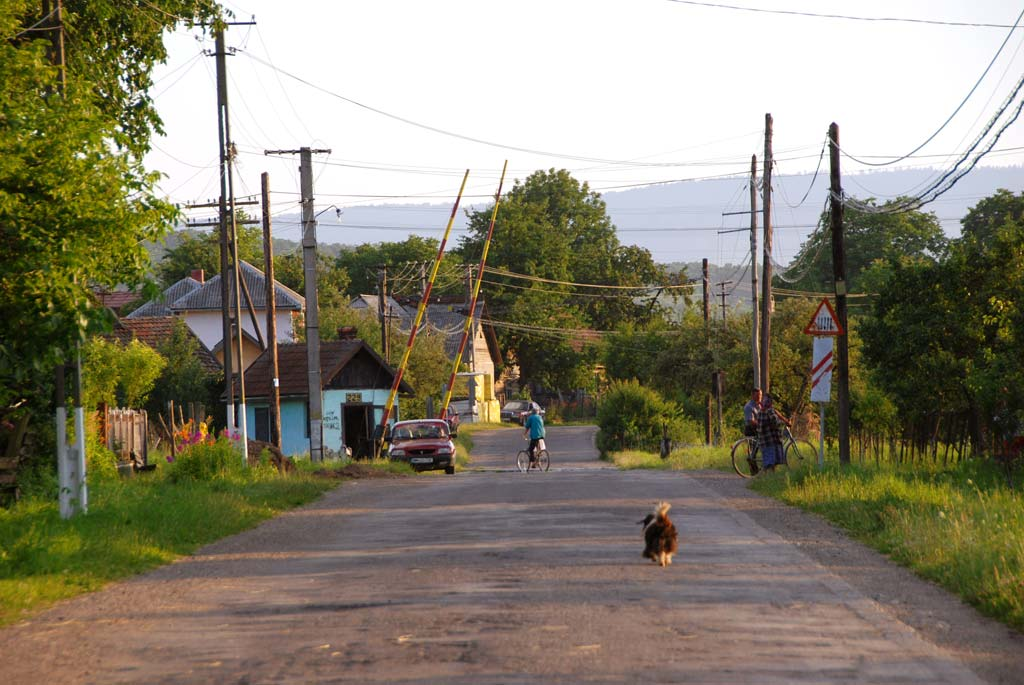
Durchgangsstraße, Blick auf den Bahnübergang
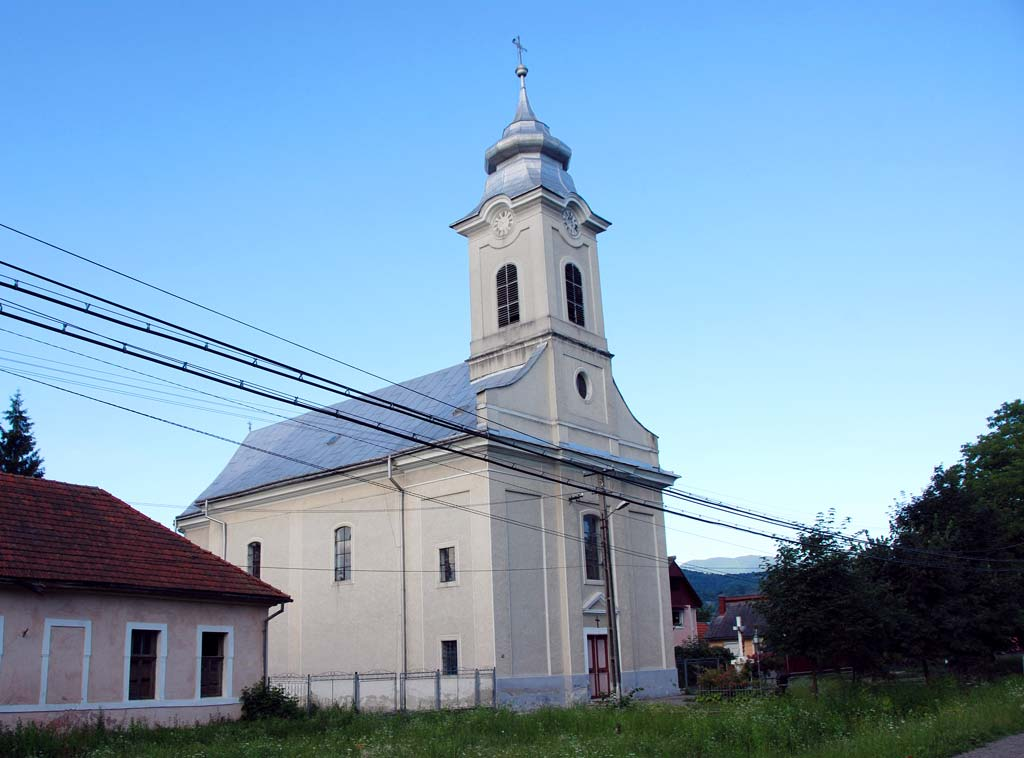
Eine der Kirchen
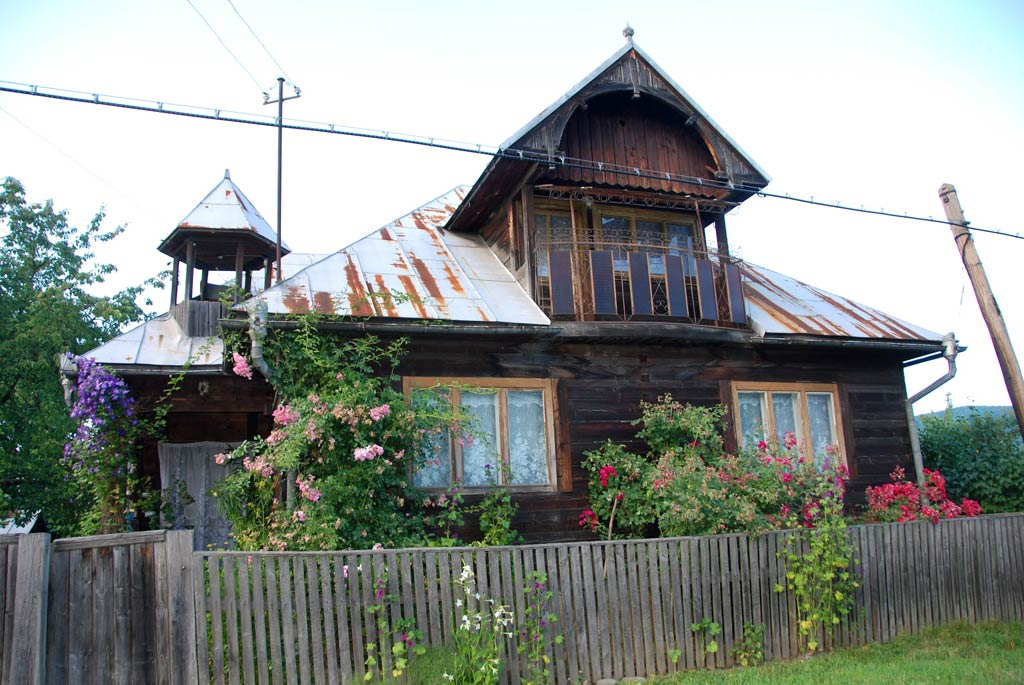
Altes, typisches Haus der Region
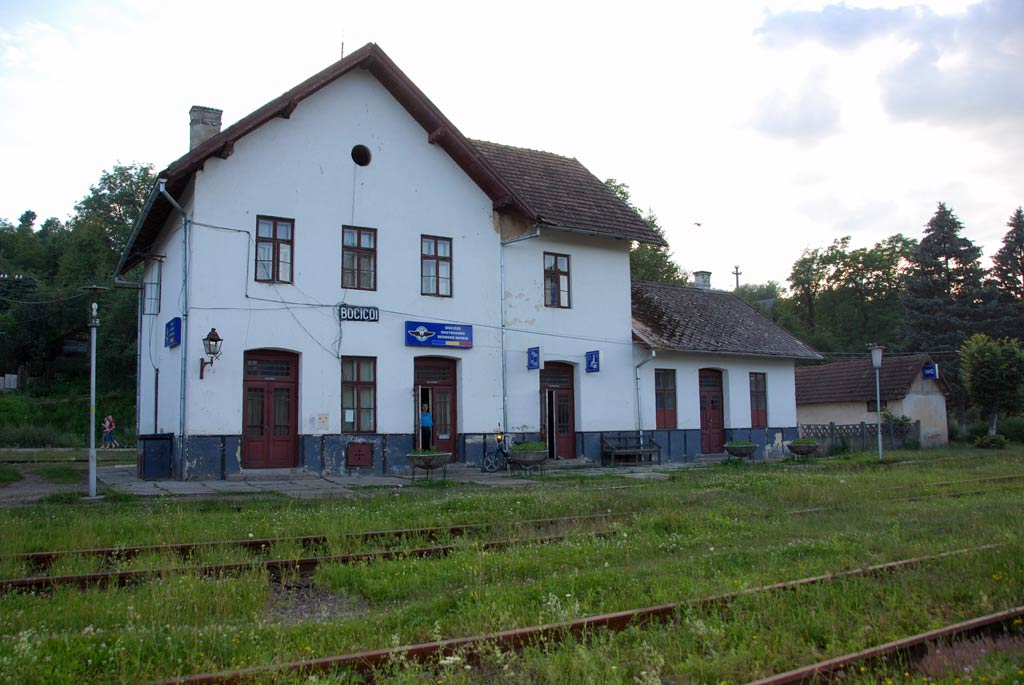
Bahnhof in Bocicoi